# النشرة الرسمية للأعمال الإدارية في المفوضية العليا
النشرة الرسمية للأعمال الإدارية في المفوضية العليا

هي نشرة كانت تصدرها المفوضية العليا للجمهورية الفرنسية في سوريا ولبنان خلال الفترة ما بين 1920 و 1946.

## التسمية
في بداية صدور النشرة عام 1920 كانت تسمى : النشرة الشهرية للأعمال الإدارية في المفوضية العليا ( بالفرنسية Bulletin mensuel des actes administratifs du Haut Commissariat). مع بداية عام 1922 تحول الاسم إلى : النشرة الرسمية للأعمال الإدارية في المفوضية العليا (بالفرنسية Bulletin officiel des actes administratifs du Haut Commissariat).
في السنوات الأخيرة من الانتداب الفرنسي أصبح الاسم : النشرة الرسمية للإعمال الإدارية للمندوبية (بالفرنسية Bulletin officiel des actes administratifs de la Délégation).

## الجهة الناشرة
حتى نهاية عام 1921 لم يكتب على النشرة اسم الجهة التي تصدرها، حيث كان يعرف تلقائياً من اسم النشرة بأن الجهة الناشرة هي المفوضية العليا، ولكن اعتباراً من بداية عام 1922 أعيد تنظيم النشرة، وبدأ بكتابة اسم الجهة الناشرة، وهو : المفوضية العليا للجمهورية الفرنسية في سوريا ولبنان، وبقي الأمر على ما هو عليه إلى 13/ تموز/ 1941، حيث غير الاسم إلى : المندوبية العامة لفرنسا الحرة (أو فرنسا المحاربة) في المشرق (بالفرنسية Délégation générale de la France libre [ou de la France combattante] au Levant
وفي النهاية أصبح الاسم : المندوبية العامة لفرنسا في المشرق (Délégation générale de la France au Levant)

## المحتوى واللغة
حوت النشرة على المراسيم والقرارات التي كان يصدرها المندوب السامي الفرنسي. قسمت هذه المحتويات بحسب طبيعتها، مثال :
الإدارة العمومية Administration générale، الأشغال العمومية  Travaux Publiques، المعارف العمومية Instruction Publique، العدلية Justice ، المالية Finance ، الجمارك Douanes 
كانت النشرة شهرية أو نصف شهرية. اللغتان المستخدمان هما الفرنسية والعربية مع غلبة للغة الفرنسية.

## الثمن والاشتراك
قبل عام 1922 لم يحدد على الغلاف لا سعر العدد ولا الاشتراك، فيما بعد حددت الأسعار وازدادت مع مر السنين :
| سعر العدد والاشتراك    | عام 1922                      | عام 1945                                              |
| ---------------------- | ----------------------------- | ----------------------------------------------------- |
| عدد واحد               | 5 قروش سورية                  | 50 قرش لبناني                                         |
| اشتراك لمدة عام        | 30 فرنك فرنسي أو 150 قرش سوري | اشتراك بلغتين 10 ليرات لبنانية. بلغة واحدة 7 ليرات    |
| اشتراك لمدة ستة أشهر   | 18 فرنك فرنسي أو 90 قرش سوري  | اشتراك بلغتين 5.50 ليرة لبنانية. بلغة واحدة 3.75 ليرة |
| اشتراك لمدة ثلاثة أشهر | 10 فرنك فرنسي أو 50 قرش سوري  | اشتراك بلغتين 3 ليرات لبنانية. بلغة واحدة ليرتين      |

## للإطلاع على النشرة
قامت المكتبة الوطنية الفرنسية بنسخ ما لديها من أعداد النشرة، وجعلتها متاحة على موقعها المعروف باسم Galliga. الأعداد خلال السنوات 1940 و 1941 و 1942 و 1943 غير متوفرة، إضافة إلى عدة أعداد من سنوات أخرى.

## وصلات خارجية
النشرة الرسمية للأعمال الإدارية في المفوضية العليا على موقع Galliga.